# Клаудио Тафарел
Клаудио Андре Мерген Тафарел (на португалски Cláudio André Mergen Taffarel) е бивш бразилски футболен вратар с немско-италиански произход. Световен шампион с Националния отбор на Бразилия от Мондиал 94.

## Успехи
Бразилия
Копа КОНМЕБОЛ – 1997
Световен шампион 1994
- Световно първенство 1998
  - Вицешампион

 Галатасарай
Купа на УЕФА - 2000 (4:1 след продължения и дузпи над Арсенал)
Суперкупа на УЕФА - 2000 (2:1 след продължения над Реал Мадрид)
Суперлига (2) – 1999, 2000
Купа на Турция (2) – 1999, 2000
 Атлетико Минейро
- Шампион на Щата Минейро – 1995